# Дрвеца
Дрвеца (пољ. Drwęca) је река у Пољској. Дуга је 207 km. Улива се у Вислу. 